# Solenoidea
Solénidés, Couteaux
Super-famille
Les Solénidés (Solenoidea) sont une super-famille de mollusques bivalves marins fouisseurs. Ils sont appelés « couteaux ».

## Liste des familles
Selon World Register of Marine Species (1 juin 2016) et ITIS (1 juin 2016) :
- famille Pharidae H. Adams & A. Adams, 1856 ou 1858
- famille Solenidae Lamarck, 1809

Selon NCBI (1 juin 2016) :
- famille Cultellidae
- famille Pharidae
- famille Solenidae

## Description

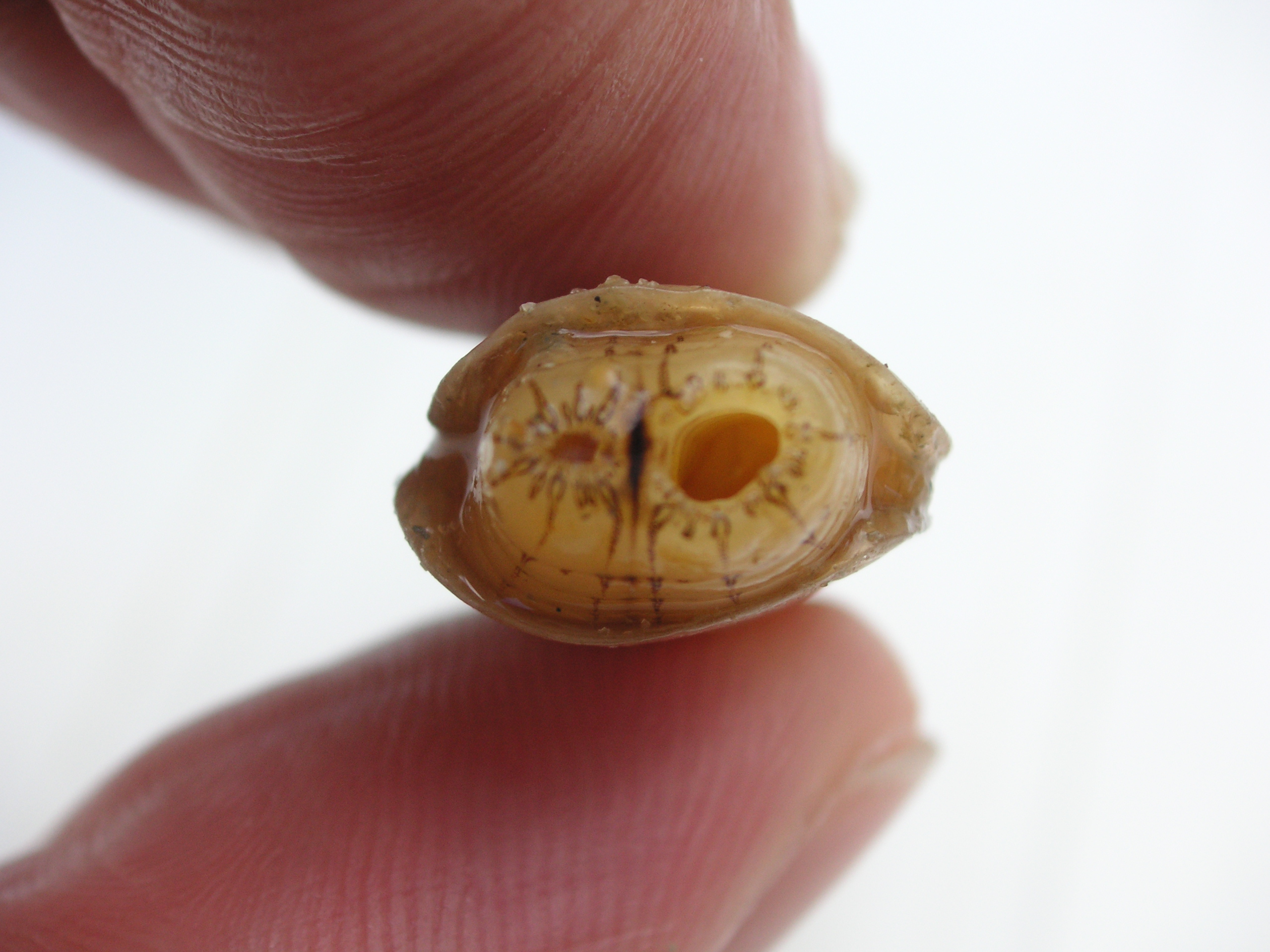
Vue de côté

Les couteaux sont des bivalves aux coquilles équivalves aplaties de forme allongée (ce mollusque est en effet endobenthique de type fouisseur profond) et symétrique. Les coquilles à l'ornementation assez faible sont lisses et reliées entre elles sur toute la longueur. À l'une des extrémités du coquillage se trouve la tête atrophiée et, de l'autre, le pied en forme de hache.

## Pêche
Le couteau occupe les secteurs de sable à gros grains [réf. nécessaire] de l'étage médiolittoral et de l'étage infralittoral. Il est aisé à repérer à marée basse par la présence de petits trous en forme de huit.
Comme le couteau s’enfonce dans la vase à 40-50 cm de profondeur, il faut saupoudrer de sel les deux petits conduits d'aération qu'ils forment dans le sable et rajouter un peu d'eau de mer afin que le sel pénètre bien dans le conduit. Puisque la concentration en sel devient trop élevée, le couteau sort de son trou pour échapper à ce milieu devenu hostile. Il faut ensuite le saisir avant qu'il ne replonge dans le sable. Il est souvent raconté aux enfants que le couteau croit être à marée haute lorsqu'on rajoute du sel, ceci afin de rendre la pêche moins abrupte et plus agréable pour les enfants.
Une autre technique plus déplaisante pour le couteau consiste à introduire une baleine de parapluie, recourbée à une de ses extrémités, dans le trou, à travers le couteau et à la faire pivoter d’un quart de tour pour extraire le coquillage. Cette seconde méthode abîme la chair blanc crème d’un couteau.
Attention, ils sont méfiants : toujours avoir le vent face à soi et ne pas créer d'ombre sur le trou.
Cette pêche se pratique les jours de grandes marées lorsque la mer se retire au plus loin du rivage.

## Cuisine

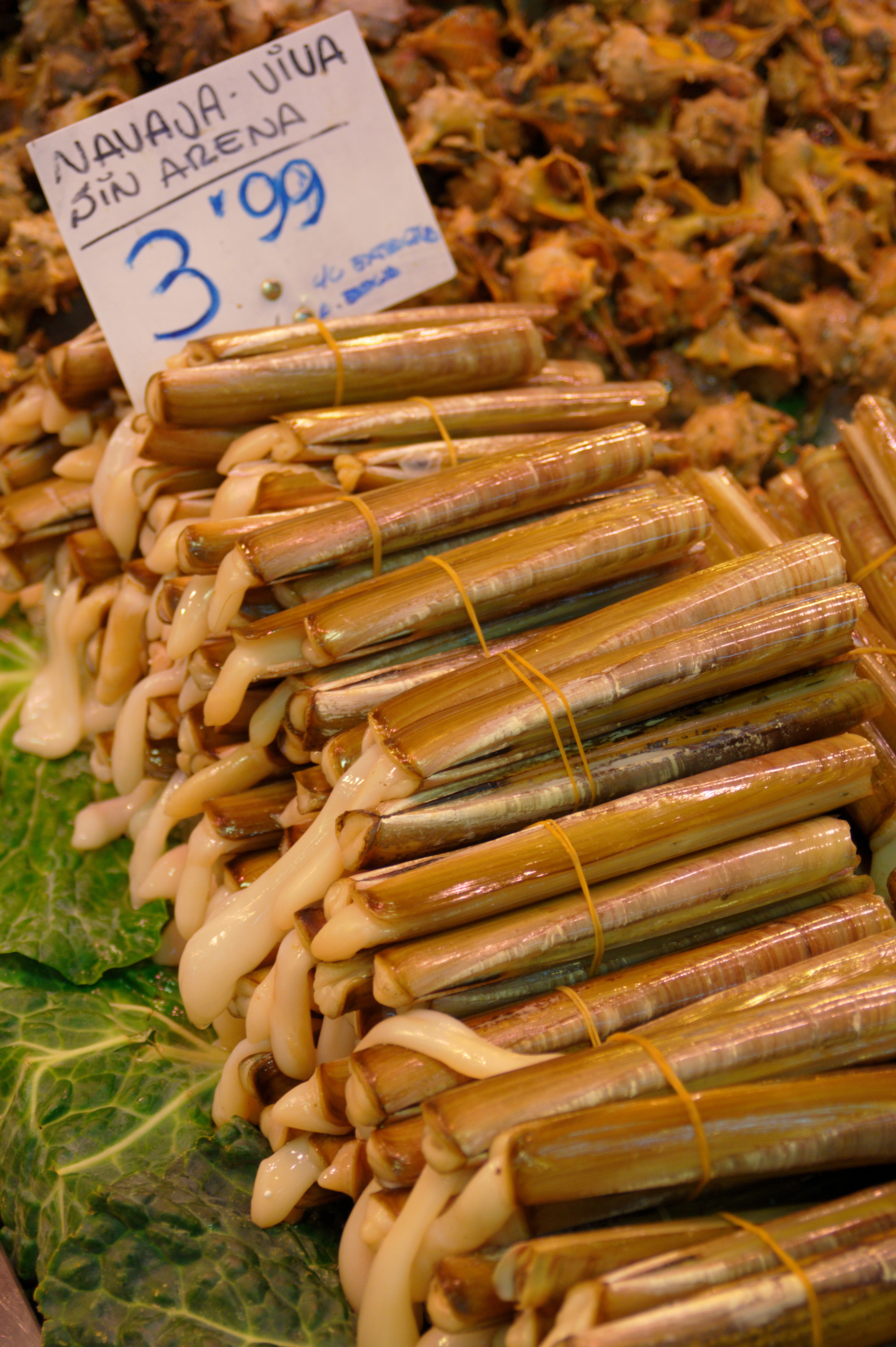
Couteaux en vente sur le marché de La Boqueria à Barcelone

Il s'agit d'un coquillage ferme quand il est trop cuit, comme beaucoup de mollusques. Ils sont largement cuisinés en Asie et en Europe même s'ils deviennent assez rares dans cette dernière région de par le changement des mentalités en matière de consommation. Ils sont cuits de manière assez simple, souvent sautés avec de l'ail, des fines herbes, du gingembre ou encore du piment, déglacés à l'alcool ou encore à la sauce soja selon les pays. Les couteaux peuvent être congelés et la chair demeure ferme après décongélation.

## Appât
On utilise aussi le couteau comme appât, entre autres pour la pêche à la dorade, au bar, au sar, ou au marbré.